# 比志島義輝

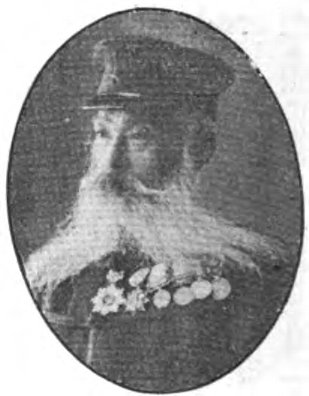
比志島義輝

比志島 義輝（ひしじま よしてる、1847年10月11日（弘化4年9月3日）- 1927年（昭和2年）3月14日）は、日本陸軍の軍人。最終階級は陸軍中将。日本体育会体操学校（のちの日本体育大学）代表。

## 経歴
鹿児島県出身。比志島蔵の長男。
1885年（明治18年）7月、参謀本部第1局第1課長に就任。1886年（明治19年）5月、歩兵第19連隊長に転じ、1887年（明治20年）11月、歩兵大佐に昇進。1889年（明治22年）9月、歩兵第1連隊長となり、1892年（明治25年）9月、第4師団参謀長に異動したが、同年11月に休職。日清戦争末の1895年（明治28年）1月27日、後備歩兵第1連隊長として復帰し、同月31日、台湾混成支隊司令官に発令され、台湾に出征し澎湖諸島を占領（乙未戦争）。同年8月、陸軍少将に進級し台湾兵站監に就任。
1896年（明治29年）3月、台湾守備混成第3旅団長に移る。1898年（明治31年）4月、歩兵第15旅団長となり、1901年（明治34年）2月18日、予備役に編入。日露戦争勃発により1904年（明治37年）4月に召集を受け、鴨緑江軍隷下の後備歩兵第9旅団長に就任し奉天会戦などに参加。1906年（明治39年）2月17日に後備役編入となり、同年2月27日、陸軍中将に進み召集解除となった。1910年（明治43年）4月1日に退役した。

## 栄典
位階
- 1883年（明治16年）12月8日 - 正六位[6]
- 1890年（明治23年）1月17日 - 従五位[7]
- 1896年（明治29年）2月29日 - 正五位[8]
- 1901年（明治34年）3月20日 - 従四位[9]
- 1927年（昭和2年）3月14日 - 正四位[10]

勲章等
| 受章年                     | 略綬 | 勲章名                 | 備考 |
| -------------------------- | ---- | ---------------------- | ---- |
| 1885年（明治18年）11月19日 |      | 勲三等旭日中綬章       |      |
| 1895年（明治28年）11月18日 |      | 明治二十七八年従軍記章 |      |
| 1895年（明治28年）12月4日  |      | 功四級金鵄勲章         |      |
| 1896年（明治29年）11月25日 |      | 勲二等瑞宝章           |      |
| 1906年（明治39年）4月1日   |      | 功三級金鵄勲章         |      |
| 1906年（明治39年）4月1日   |      | 旭日重光章             |      |
| 1906年（明治39年）4月1日   |      | 明治三十七八年従軍記章 |      |